# Grupo Sorbonne
Grupo Sorbonne foi um grupo de militares das Forças Armadas do Brasil composto principalmente por oficiais superiores que, formados pela Escola Superior de Guerra (ESG), mais tarde fizeram estágios na França ou nos Estados Unidos e que, no Golpe Militar de 1964, foram dos principais atores.
Estes militares foram os que comandaram as ações de repressão, quer na resposta armada aos movimentos de guerrilha da esquerda política, quer nos serviços de informação das três Armas, das Polícias Militares, Polícia Federal e Departamento de Ordem Política e Social (DOPS). Era originalmente composto por Antônio Carlos Muricy (general), Jurandir Bizarria Mamede, Rodrigo Octávio Jordão Ramos e Alfredo Souto Malan (coronéis), e Golbery do Couto e Silva (tenente-coronel). Dele mais tarde fizeram parte nomes como o do general Siseno Sarmento, que teve papel crucial na repressão política da Ditadura Militar de 1964.

## Histórico
No contexto da II Guerra Mundial o Brasil não possuía em suas forças um serviço de espionagem, inteligência ou contra-inteligência, trabalho que fora inicialmente delegado à embaixada dos Estados Unidos, de forma provisória, quando era embaixador Jefferson Caffrey. Na época Caffrey havia sugerido a Alcides Etchegoyen que afastasse dez servidores do DOPS simpáticos ao nazismo, sendo que o próprio Etchegoyen havia por este motivo substituído a Filinto Müller, e delegou aos estadunidenses essa função até a criação do Serviço Federal de Informações e Contrainformação (SFICI).
Assim, coube à Escola Superior de Guerra realizar o primeiro treinamento em inteligência, o que se deu no ano de 1958, quando a instituição já possuía toda a experiência transmitida pelo país aliado dentro de um relacionamento militar mais próximo e havia enviado sob a direção do general Oswaldo Cordeiro de Farias seus primeiros integrantes do corpo permanente para treinamento no National War College. Este membros iniciais, então, receberam o nome de "Grupo Sorbonne".
No contexto da Guerra Fria que se seguiu à Grande Guerra o grupo Sorbonne foi responsável em 1953 pela derrubada de João Goulart do ministério do trabalho e do general Estilac Leal do ministério da guerra, quando Golbery redigira o chamado "Manifesto dos Coronéis", episódio que viria a agravar as crises que levaram ao suicídio de Getúlio Vargas.
A existência factual do SFICI se deu, assim, apenas doze anos depois da sua criação pelo decreto que reformulou o Conselho de Segurança Nacional em 1946; em 1958 o contexto da guerra fria fez com que a instituição de inteligência se ocupasse antes com assuntos internos do que com a defesa dos interesses brasileiros no plano internacional, servindo como aliado estratégico dos Estados Unidos.